# Gymnothorax bacalladoi
Gymnothorax bacalladoi és una espècie de peix de la família dels murènids i de l'ordre dels anguil·liformes.

## Morfologia
Els mascles poden assolir els 34,7 cm de longitud total.

## Distribució geogràfica
Es troba a les Illes Canàries i a Madeira.